# Чемпіонат Німеччини з хокею 1920
Чемпіонат Німеччини з хокею 1920 — 4-й регулярний чемпіонат Німеччини з хокею, чемпіоном став клуб СК Берлін.
З 1915 по 1919 роки чемпіонати не відбувались через Першу світову війну.
Право брати участь у чемпіонаті отримали всі аматорські команди Німецького Союзу ковзанярів (DEV), але не більше двох команд з одного міста або району. Матчі чемпіонату проходили в Мюнхені 21-22 лютого 1920 року.

## Зіграні матчі
- СК Берлін — МТВ Мюнхен 1879 7:4
- СК Берлін — СК Шарлоттенбург 17:4
- МТВ Мюнхен 1879 — СК Шарлоттенбург 7:2

## Підсумкова таблиця
| М  | Команда          | І | Пер | Н | Пор | Ш    | О |
| -- | ---------------- | - | --- | - | --- | ---- | - |
| 1. | СК Берлін        | 2 | 2   | 0 | 0   | 24:8 | 4 |
| 2. | МТВ Мюнхен 1879  | 2 | 1   | 0 | 1   | 11:9 | 2 |
| 3. | СК Шарлоттенбург | 2 | 0   | 0 | 2   | 6:24 | 0 |

Скорочення: М = підсумкове місце, І = ігри, Пер = перемоги, Н = нічиї, Пор = поразки, Ш = закинуті та пропущені шайби, О = набрані очки

## Склад чемпіонів
Склад СК Берлін: Макс Гольцбоер, Вернер Глімм, Нільс Моландер, Вальтер Закс, Кретцер, Блізенер, Альфред Штайнке, Рунге, Бруно Грауел, Кроковські.